# Giovan Battista Carpi
Giovan Battista Carpi (Genova, 16 novembre 1927 – Genova, 8 marzo 1999) è stato un fumettista e illustratore italiano.
Ritenuto uno dei massimi autori di fumetti italiani, è ricordato soprattutto per le numerosissime storie disegnate per il settimanale Topolino nell'arco di 45 anni, che lo hanno reso uno fra i più celebri maestri Disney in Italia e nel mondo.
Ideatore anche di personaggi storici del fumetto italiano come Geppo e Nonna Abelarda, sviluppò uno stile personale che sarà di ispirazione per molti altri artisti successivi.

## Biografia
Nasce a Genova dove poi frequenta l'accademia di belle arti e lo studio del pittore Giacomo Picollo; esordì come disegnatore di fumetti nel 1945, pubblicando sul settimanale Faville storie della serie della famiglia Serafini. Inizia poi a collaborare con Lo Scolaro, la Gazzetta dei Piccoli per la quale disegna "Sparagrosso, Cacciatore in Africa" e altre riviste.
Due anni più tardi si trasferisce a Milano dove fa alcune esperienze nell'animazione presso lo studio dei fratelli Pagot lavorando a I fratelli Dinamite, primo lungometraggio europeo a colori, e pubblicando la serie Celestino al centro della Terra, sulla rivista Giornalino del Carroccio, nel 1947, edita a puntate di una pagina ciascuna. Continua a occuparsi di illustrazione e fumetti per ragazzi oltre che di vignette comiche e nel 1951 vincerà, per queste, il premio “Candido” per il disegno umoristico. Inoltre lavora come illustratore per diverse case editrici, come De Agostini, Corticelli, Tipys e Messaggerie Musicali.
La rivista Topolino, edita dalla Mondadori, a seguito del cambio di periodicità, da mensile a quindicinale, abbisognava di una maggiore produzione di storie a fumetti in quanto quelle che arrivavano dagli Stati Uniti iniziavano a non essere sufficienti e vennero ricercati nuovi autori per realizzarle direttamente in Italia. Così, nel 1953 Carpi venne assunto come disegnatore. In principio, dato che avrebbe voluto continuare a disegnare storie e personaggi suoi, propose a Mario Gentilini, direttore della testata, un alto stipendio per scoraggiarlo ma questi invece gli offrì il doppio; Carpi accettò e il 18 ottobre, sul n. 42 degli Albi d'Oro, esordì con la sua prima storia Disney, inchiostrata da Giulio Chierchini, Paperino e il suo fantasma, su testi di Guido Martina; la prima storia con il personaggio di Topolino fu del 1954, “Topolino e il pesce cannibale”, pubblicata sul n. 14 degli Albi d'Oro del 1954 e realizzata sempre insieme a Chierchini con il quale collaborerà fino al 1955, per poi iniziare a inchiostrare da solo le sue tavole; “Paperino e la corsa del baleno” (Albi d'Oro n. 36 del 9 settembre 1956) è la prima storia che realizzò interamente da solo. Oltre a storie a fumetti, inizierà presto a realizzare anche copertine per le serie Albi d'Oro, Almanacco Topolino, I Classici di Walt Disney e molte altre pubblicazioni speciali. Dal 1969 realizza le illustrazioni della collana dei Manuali delle Giovani Marmotte, che verrà tradotta in tutto il mondo, e poi anche quelle delle collane “Enciclopedia Disney”, “In giro per il mondo con Disney” e “Avventure nella natura”; disegna anche la copertina di Epoca per commemorare la scomparsa di Walt Disney nel 1966. Nel 1968, durante un collegamento con gli stabilimenti Mondadori all'interno di una puntata di Canzonissima '68, Carpi - intervistato con Mario Gentilini da Luigi Silori - disegnò in diretta una tavola di Topolino e venne rivelato per la prima volta pubblicamente che le storie di Topolino erano realizzate in Italia nonostante la firma di Disney.
Parallelamente agli impegni con la Mondadori, collabora con uno studio di Genova insieme a Giulio Chierchini ed Ernesto Piccardo, insieme ai quali realizza le storie di Geppo, Volpetto, Nonna Abelarda e altri come Soldino; i personaggi saranno protagonisti di storie pubblicate dalle edizioni Bianconi. Seguiranno altri personaggi come la cornacchia Chico, il trapper Raviolo Kid, i girovaghi del medioevo Salvatore e Chitarrone, Beniamino Clorofilla e Zero, oltre al gigante Gargantua, ripreso da Carpi nel 1979, e a Dodo, realizzato per Airone Junior, rivista che poi prese il nome del suo personaggio principale.
Lavora nel 1963 anche come disegnatore per la testata "Bertoldo", edita da Gino Sansoni, oltre a realizzare, dal 1965 al 1966, storie della serie tedesca Fix und Foxi edita da Kauka Verlag. Per Mondadori illustra anche serie non della Disney come "Pixi e Dixi" e "Yoghi" pubblicate su Braccobaldo alla fine degli anni sessanta.
Nel 1969, da un'idea di Elisa Penna e su testi di Guido Martina, realizza la caratterizzazione del personaggio di Paperinik, alter ego di Paperino, e che rimarrà punto di riferimento degli altri disegnatori del personaggio. Ne disegna anche la storia di esordio, Paperinik il diabolico vendicatore, pubblicata sui numeri 706 e 707 di Topolino. Realizza poi alcuni episodi della celebre saga a fumetti della Disney, Storia e gloria della dinastia dei paperi, alternandosi con Romano Scarpa, edita su Topolino nel 1970. Con Marco Rota e Luciano Bottaro realizza, nel 1972, la saga dell'Operazione Olimpiadi.
Una delle sue ultime creazioni fu "Gargantua", che apparve sulla rivista Smack del 1979.
È noto anche per essere stato uno dei principali interpreti della serie di storie note come Parodie Disney, nella quale i personaggi Disney reinterpretano i capolavori della letteratura, del cinema e dell'opera come ad esempio Paperino fornaretto di Venezia del 1964, Paperino e il vento del Sud del 1982, Guerra e Pace del 1986, Il mistero dei candelabri del 1989.
Negli anni ottanta disegna La saga di Messer Papero e di Ser Paperone (1983), rimaneggiando pesantemente la sceneggiatura originaria di Martina e venendo per tale motivo accreditato come cosceneggiatore. Nel 1986, la testata Topolino, in collaborazione con il Touring Club Italiano, organizza una vacanza-studio in Inghilterra che lo vede come insegnante della comitiva di ragazzi; l'anno dopo realizzerà una storia per celebrare il ripetersi dell'evento: Paperino, Paperone e i magnifici 95. 
Con il passaggio delle testate Disney dalla Mondadori alla Disney Italia, nel 1988 fu incaricato di fondare e dirigere una scuola, l'Accademia Disney, dove crescere i nuovi autori - disegnatori, illustratori e sceneggiatori - della vasta produzione Disney. Un gruppo di vari allievi dell'Accademia, nel 1992 realizza, seguendo i suoi layout, la storia Paperino e il mistero di Lucca.
La produzione più significativa di questo periodo è racchiusa nella collana “Walt Disney presenta” dove realizza opere dal taglio iperrealistico, coinvolgendo alcuni allievi dell'accademia; nel primo volume, Walt Disney presenta Topolino, del 1992, realizza, dopo i primi esperimenti di qualche anno prima, la serie delle “storie dipinte”, ovvero realizzate con particolari tecniche di colorazione, realizzando “Topolino e il mistero dell’Apprendista Stregone”.
Disegnò praticamente fino alla conclusione della sua vita, lasciando un'incompiuta: Zio Paperone e il mistero della lira celtica le cui prime tavole vennero poi pubblicate postume su n.15 de I Maestri Disney.
Oltre alla serie di storie con Paperinik (del quale ha anche disegnato Paperinik e il ritorno a Villa Rosa) ha all'attivo storie di ambientazione fantascientifica (Zio Paperone e le guerre planetarie, Zio Paperone e la corona di luce, Paperino e il pianeta Esalion, Zio Paperone e la fattoria orbitale), spesso ispirate a saghe cinematografiche come Guerre stellari.
Morì a Genova l'8 marzo 1999.

## Riconoscimenti
- Premio Candido per il disegno umoristico (1951)
- Premio Marina di Massa come miglior cartoonist (1991)
- Copertina d'Argento (1992)
- Premio Yellow Kid (1994) al Salone Internazionale dei Comics, a Roma.[1]
- Laurea honoris causa in Scienze dell'Educazione nel 1997 dall'Università di Bologna.